# Anna Szyszka (lekkoatletka)
Anna Szyszka (ur. 14 lutego 1990) – polska lekkoatletka, biegaczka długodystansowa.
Dwukrotna srebrna medalistka mistrzostw Polski (2015, 2016).

## Rekordy życiowe
- Bieg maratoński – 2:37:47 (2015)